# Dullewala
Dullewala é uma cidade do Paquistão localizada na província de Punjab.